# Egidio Mauri
Egidio Mauri (Montefiascone, 9 dicembre 1828 – Ferrara, 13 marzo 1896) è stato un cardinale e arcivescovo cattolico italiano.

## Biografia
Nacque a Montefiascone il 9 dicembre 1828.
Papa Leone XIII lo elevò al rango di cardinale nel concistoro del 18 maggio 1894.
Morì a Ferrara il 13 marzo 1896 all'età di 67 anni.

## Genealogia episcopale e successione apostolica
La genealogia episcopale è:
- Cardinale Scipione Rebiba
- Cardinale Giulio Antonio Santori
- Cardinale Girolamo Bernerio, O.P.
- Arcivescovo Galeazzo Sanvitale
- Cardinale Ludovico Ludovisi
- Cardinale Luigi Caetani
- Cardinale Ulderico Carpegna
- Cardinale Paluzzo Paluzzi Altieri degli Albertoni
- Papa Benedetto XIII
- Papa Benedetto XIV
- Cardinale Enrico Enriquez
- Arcivescovo Manuel Quintano Bonifaz
- Cardinale Buenaventura Córdoba Espinosa de la Cerda
- Cardinale Giuseppe Maria Doria Pamphilj
- Papa Pio VIII
- Papa Pio IX
- Cardinale Filippo Maria Guidi, O.P.
- Cardinale Egidio Mauri, O.P.

La successione apostolica è:
- Arcivescovo Enrico Grazioli  (1895)